# Paul Goma
Paul Goma (Orhei, 2 de outubro de 1935 — 25 de março de 2020) foi um escritor romeno, conhecido por suas atividades como dissidente e principal oponente do regime comunista antes de 1989.
Em 18 de março de 2020, Paul Goma foi hospitalizado no Hospital Pitié-Salpêtrière, em Paris, depois de ter sido infectado com COVID-19 e morreu em 25 de março de 2020, aos 84 anos.